# Dylan Bruno
Dylan A. Bruno (ur. 6 września 1972 w Milford, w stanie Connecticut) – amerykański aktor filmowy i telewizyjny oraz producent.

## Filmografia
- Quid pro quo (2008) jako Scott
- Wzór (Numb3rs) (2005) jako Colby Granger
- Gorące Hawaje (North Shore) (2004–2005) jako Trey Chase (gościnnie)
- Ciało potrzebne na gwałt (Grand Theft Parsons) (2003) jako Policjant z drogówki
- CSI: Kryminalne zagadki Miami (CSI: Miami) (2002) jako Todd (gościnnie)
- Górnicy z Pensylwanii (Pennsylvania Miners' Story, The) (2002) jako Blaine Mayhugh
- Martwa strefa (Dead Zone, The) (2002) jako Felps / Massey (gościnnie)
- Anarchist Cookbook, The (2002) jako Johnny Black
- Wypasiona wkrętka (Going Greek) (2001) jako Jake
- Tylko jeden (One, The) (2001) jako Yates
- Gdzie serce twoje (Where The Heart Is) (2000) jako Willy Jack Pickens
- Simian Line, The (2000) jako Billy
- Furia: Carrie 2 (Rage: Carrie 2, The) (1999) jako Mark Bing
- Szeregowiec Ryan (Saving Private Ryan) (1998) jako Toynbe
- Kiedy ucichną działa (When Trumpets Fade) (1998) jako sierżant Talbot
- Nash Bridges (1996–2001) jako Brad Armitage (gościnnie)
- High Incident (1996–1997) jako Andy Lightner (gościnnie)
- Dotyk anioła (Touched by an Angel) (1994–2003) jako Ricky (gościnnie)

## Producent
- Fresh Cut Grass (2004)